# Hong (Nigeria)
Hong è una città della Repubblica Federale della Nigeria appartenente allo Stato di Adamawa. 
È il capoluogo dell'omonima area a governo locale (local government area) che conta una popolazione di 169.126 abitanti.